# Szcz (parowóz)
Szcz (ros. Щ) – seria rosyjskich parowozów towarowych, budowanych od 1906 do 1918 roku. Miały układ osi 1'D i silnik sprzężony, pracujący na parę nasyconą. Na kolejach polskich nosiły oznaczenie Tr103. Były jednymi z głównych rosyjskich lokomotyw towarowych, używanymi na wszystkich kolejach państwowych w Rosji i niektórych prywatnych.

## Historia

### Geneza projektu
Standardowymi parowozami towarowymi większości kolei rosyjskich pod koniec XIX wieku były parowozy znormalizowanych typów o układzie osi D, określonych po 1912 roku jako serie OD i OW. Wzrastające potrzeby przewozowe (spowodowane m.in. wojną z Japonią), wywołały potrzebę wprowadzenia cięższej maszyny, co stało się możliwe dzięki masowej wymianie starych szyn na państwowych kolejach na znoszące większe obciążenie. W 1905 roku minister dróg komunikacji polecił profesorowi N. Szczukinowi opracować nowy typ parowozu, dla zamiany starszych lokomotyw na kolejach państwowych. Szczukin zdecydował oprzeć konstrukcję nowego znormalizowanego parowozu o produkowany już dla prywatnych kolei Wschodniochińskiej i Władykaukaskiej parowóz o układzie osi 1'D serii Sz (oznaczenie od 1912 roku), projektu Polaka Wacława Łopuszyńskiego. Dla zebrania doświadczeń zamówiono dla państwowych kolei 11 parowozów typu Sz, dostarczonych w latach 1905–1907, aczkolwiek nie czekając jeszcze na dostarczenie wszystkich, przystąpiono do konstrukcji nowej lokomotywy.
Projekt nowego parowozu został opracowany w 1906 w Charkowskiej Fabryce Parowozów (ChPZ) pod kierownictwem inż. A. Rajewskiego na bazie typu Sz (początkowo był nawet znany w dokumentacji technicznej jako „zmieniony typ 1-4-0 Kolei Wschodniochińskiej”). Parowóz przyjęto jako typowy dla kolei państwowych i określono jako „znormalizowany typ 1905 roku” (ros. normalnyj tip 1905 g.). Pierwszy parowóz został zbudowany w 1906 r. i skierowany na Kolej Jekateryninską, pod pierwotnym oznaczeniem serii JuCh (ЮХ), w 1912 roku zmienionym według nowego jednolitego systemu na Szcz (Щ).
W porównaniu z parowozem serii Sz zachowano takie same podstawowe wymiary, średnicę kół, rozmiary cylindrów dwucylindrowego silnika sprzężonego (510 i 765 mm, skok tłoka 700 mm), wielkość kotła (powierzchnia ogrzewalna 206,1 m², 272 płomieniówki) i powierzchnię rusztu (2,8 m²). Ciśnienie pary w kotle zwiększono z 13 do 14 atmosfer oraz ulepszono konstrukcję silników. W rozrządzie zamieniono sprawiające problemy tłokowe suwaki przez starszego typu płaskie oraz zastosowano mechanizm rozrządu na wzór parowozu serii OW. Prędkość maksymalna uległa zwiększeniu z 55 km/h do 65 km/h. Nieco zwiększono grubość blach walczaka kotła (z 17 do 17,5 mm) i skrzyni ogniowej oraz wzmocniono ostoję. Projektowana masa służbowa wzrosła z 74 do 77,2 t, lecz po zbudowaniu pierwszych serii parowozów okazało się, że ich masa służbowa przekracza projektową (do ok. 80 t), a nacisk na szyny jest zbyt duży (do 17 t zamiast 15 t). Podjęto wobec tego prace nad zmniejszeniem masy konstrukcji. Próbowano w niektórych seriach zmniejszyć ilość płomieniówek do 262 i 260 (powierzchnia ogrzewalna 197,7 m² i 196,3 m²), lecz nie dało to istotnych rezultatów i powrócono do pierwotnych parametrów. Zmniejszono w końcu grubość części blach kożucha paleniska i osiągnięto przez to zmniejszenie nacisku do akceptowalnej wartości 16-16,2 t.

### Produkcja
Produkcja seryjna lokomotyw ruszyła w 1907 roku w kilku zakładach. Wytwarzały je zakłady: Charkowski, Briański (typy 36, 37, 38), Ługański, Newski, Putiłowski, Sormowo w Niżnym Nowogrodzie, Kołomieński (typy 108, 139), Nikołajewski. Ogółem do 1918 roku wyprodukowano 1910 lokomotyw serii Szcz. Przy tym, w 1916 zbudowano ich już tylko 68, a w latach 1917–1918 łącznie 7 sztuk.
Lokomotywy produkowano z różnymi tendrami: dla Kolei Jekateryninskiej produkcji ChPZ, dla Kolei Południowo-Wschodnich z tendrami konstrukcji tej kolei, dla innych – z tendrami produkcji Zakładów Putiłowskich. Na większości kolei parowozy opalane były węglem, na kolejach Północnych i Nadwiślańskich – drewnem, a na kolei Riazańsko-Uralskiej – paliwem płynnym.

### Dalszy rozwój – parowozy z przegrzewaczem
Dla zwiększenia ekonomiczności, podjęto próby wyposażenia parowozu w przegrzewacz. Charkowskie Zakłady Parowozów wyprodukowały początkowo cztery parowozy doświadczalnie wyposażone w przegrzewacz Schmidta. Silnik zamieniono na bliźniaczy, z cylindrami średnicy 590 mm i tłokowymi suwakami. Ciśnienie pary zmniejszono do 12 atmosfer. O 90 cm przedłużono dymnicę, przez co wydłużono też parowóz, a zbieralnik pary przesunięto nieco do przodu. Ilość płomieniówek zmniejszono do 160, natomiast dodano 24 płomienice o średnicy 118/127 mm, z elementami przegrzewacza. Parowozy te oznaczono w 1912 roku jako seria SzczP (ЩП) (P od paropieriegriewatiel – przegrzewacz).
W 1910 r. zakłady Sormowo zbudowały cztery parowozy z przegrzewaczem Notkina, oznaczone po 1912 także jako seria SzczP. Wszystkie te parowozy z przegrzewaczem weszły do służby na Kolei Jekateryninskiej. Z powodu zastosowania nisko przegrzanej pary (temperatura 260-280 st. C) nie były one jednak znacząco lepsze od standardowych i w warsztatach kolejowych przebudowano na serię SzczP tylko 6 dalszych lokomotyw serii Szcz.
W latach 1912–1915 Zakłady Briańskie zbudowały 95 parowozów serii Szczp (mała litera p) (Щп) na zamówienie Kolei Moskiewsko-Kijowsko-Woroneskiej. Miały one przegrzewacz, silnik bliźniaczy i koła o zmniejszonej średnicy 1230 mm zamiast 1300 mm dla zwiększenia siły pociągowej (stąd mała litera w indeksie). Niektóre podzespoły i trzyosiowy tender zostały zaadaptowane z parowozów serii B produkcji tych zakładów. Łącznie wyprodukowano 103 parowozy odmian SzczP.
W 1912 z inicjatywy prof. Szczukina podjęto prace nad modyfikacją parowozu z zastosowaniem przegrzewacza pary i pozostawieniem silnika sprzężonego. Komisja wybrała projekt opracowany w Zakładach Putiłowskich pod kierunkiem inż. A. Rajewskiego. Cylinder wysokiego ciśnienia średnicy 510 mm z płaskim suwakiem zamieniono przez cylinder średnicy 540 mm z suwakiem tłokowym. Zainstalowano przegrzewacz Schmidta o powierzchni 59 m², a powierzchnia ogrzewalna zmniejszyła się do 176,7 m². Liczba płomieniówek wynosiła 160, liczba płomienic 27 (średnicy 125,5/136 mm). Z 15 parowozów zamówionych w 1914 roku, 6 ukończono z uwagi na wojnę dopiero w latach 1918–1919, a pozostałe 9 w latach 1922–1924. Otrzymały one oznaczenie serii SzczCz (ЩЧ; oznaczenie Cz w indeksie górnym stosowano na rosyjskich parowozach od nazwiska polskiego inżyniera Czeczotta, który jako pierwszy opracował teoretycznie połączenie pary przegrzanej i silnika sprzężonego). Ich eksploatacja na Kolei Oktiabrskiej pokazała wyższą moc i lepszą ekonomiczność od parowozów serii Szcz i SzczP (zużywały ok. 20–25% mniej pary na jednostkę pracy od tych ostatnich), wobec czego w latach 1927–1934 poddano rekonstrukcji do serii SzczCz około 300 parowozów Szcz. Modyfikacja jednak nie okazała się do końca udana, m.in. z punktu widzenia trwałości silników i mechanizmu napędowego, przez co zaprzestano przebudowy dalszych lokomotyw. Z powodu wyprodukowania dla celów przebudowy znacznej ilości prawych cylindrów silników (wysokiego ciśnienia) z suwakami tłokowymi, od 1935 wykorzystywano je przy remoncie zwykłych parowozów serii Szcz, tworząc serię SzczKR (ЩКР) (s krugłym zołotnikom – z okrągłym suwakiem).
W latach 1944–1945 doświadczalnie zrekonstruowano jeden parowóz, m.in. zwiększając ruszt do 4,46 m², podnosząc kocioł o 60 cm, stosując silnik bliźniaczy oraz mocniejszy przegrzewacz. Oznaczono go jako SzczR 17-5084. W latach 1944–1945 także doświadczalnie zrekonstruowano inny parowóz, z zastosowaniem cylindrycznego paleniska bez połączeń z płaszczem stojaka konstrukcji prof. M. Wolskiego. Oznaczono go jako SzczW 1690.

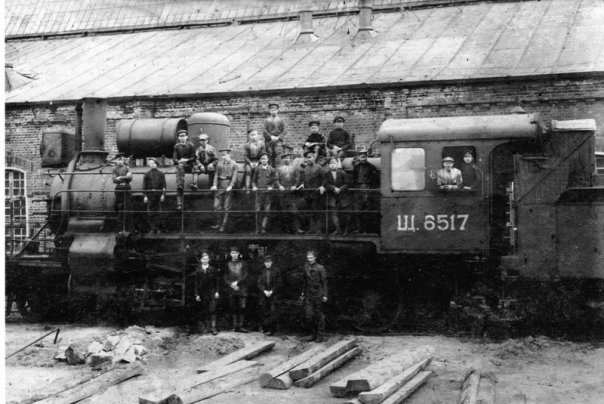
Parowóz Szcz 6517

## Eksploatacja
Lokomotywy serii Szcz były używane na kolejach państwowych, a spośród prywatnych kolei tylko na Kolejach Południowo-Wschodnich, Riazańsko-Uralskiej i Północno-Donieckiej. Najpierw lokomotywy weszły do eksploatacji w 1907 roku na Kolei Jekateryninskiej, od 1908 roku na prywatnych Kolejach Południowo-Wschodnich, od 1909 na Kolejach Południowo-Zachodnich i Południowych, od 1910 roku na prywatnej Kolei Północno-Donieckiej, od 1912 roku na Kolei Nadwiślańskiej, od 1913 roku na kolejach Północnych, a od 1914 roku także na kilku innych.
Do 1912 roku oznaczane były różnie na poszczególnych kolejach: na Kolei Jekateryninskiej jako seria Ju (Ю) z indeksem dolnym oznaczającym producenta, na Kolejach Południowo-Wschodnich i Południowo-Zachodnich jako Szcz, na Kolejach Południowych jako P (П) i na Kolei Północno-Donieckiej jako G (Г), z takimi samymi indeksami dolnymi. Po reformie oznaczeń parowozów rosyjskich w 1912 r. lokomotywy te otrzymały jednolite oznaczenie serii Szcz od nazwiska prof. Szczukina.
Konstrukcja lokomotywy była jednak nie do końca udana. Wśród wad wymieniano małą ekonomiczność (duży rozchód pary na jednostkę mocy) i utrudniony remont paleniska. Charakterystyki lokomotyw, w tym oś toczna, predestynowały je do prowadzenia pociągów towarowych z dużą prędkością (50–65 km/h), co nie było dopuszczalne na wszystkich kolejach. Przy mniejszych prędkościach ich eksploatacja była mało ekonomiczna, a ich przewagę nad parowozami serii O stanowiła tylko większa masa przyczepna. Dlatego też typ ten nie cieszył się popularnością na prywatnych kolejach.
Pomimo pewnych niedostatków, lokomotywy serii Szcz były jednym z głównych typów rosyjskich lokomotyw towarowych. Ogółem zbudowano ich 2028 wszystkich serii. Stopniowo zastępowane były przez parowozy serii E i Je. W latach 1916–1917 znaczna ich część była przeniesiona na Koleje Północne z powodu lepszego przystosowania do opalania drewnem (do 448 sztuk w 1917). 1 stycznia 1923 roku w ZSRR jeździło 1869 parowozów Szcz, przede wszystkim na Kolejach Północnych (432) i na Kolei Jekateryninskiej (305). W 1940 roku było ich jeszcze 1854. Większość parowozów, które przetrwały wojnę, została wycofana pod koniec lat 50., ostatnie w 1961 roku.
W 1936 r. maksymalną prędkość dla parowozów określono na 75 km/h. W latach 30. podczas remontów zwiększano średnicę kół z 1300 do 1320 mm przez zakładanie nowych bandaży.
Nieliczne lokomotywy używane były w Polsce – w okresie międzywojennym na PKP pracowało 18 lokomotyw Szcz oznaczonych Tr103 i 1 lokomotywa SzczP, oznaczona Tr103P. Ich tendry oznaczono na PKP jako 23D101.